# Georgia, Georgia
Georgia, Georgia är en svensk-amerikansk dramafilm från 1972 i regi av Stig Björkman. I rollerna ses bland andra Diana Sands, Minnie Gentry och Roger Furman.

## Handling
Filmen handlar om sångerskan Georgia Martin från USA som landar med ett Pan Am-plan på Arlanda. Med sig har hon managern Herbert Thompson och Alberta Anderson, med uppgift att skydda Georgia från turnélivets påfrestningar.

## Rollista
- Dirk Benedict – Michael Winters
- Lars-Erik Berenett – Reception Clerk
- Stig Engström – Lars
- James Thomas Finley Jr. – Jack
- Roger Furman – Herbert Thompson
- Minnie Gentry – Mrs. Alberta Anderson
- Tina Hedström – servitris
- Randolph Henry – Gus
- Diana Kjær – Birgit
- Vibeke Løkkeberg – gäst
- Diana Sands – Georgia Martin
- Artie Sheppard – Scottie
- Terry Whitmore – Bobo

## Om filmen
Filmen spelades in i Stockholm och Mariefred juni-augusti 1971. Den premiärvisades 10 mars 1972 på Forum i New York och har inte biografdistribuerats i Sverige.